# Pisa Calcio 2008-2009
Questa pagina raccoglie i dati riguardanti il Pisa Calcio nelle competizioni ufficiali della stagione 2008-2009.

## Stagione
La stagione 2008-2009 è l'anno del centenario per la società nerazzurra. 
Durante l'estate 2008 la società viene acquistata da Luca Pomponi, rilevandola da Leonardo Covarelli.
Viene confermato sulla panchina pisana Gian Piero Ventura. L'inizio di campionato non è dei migliori e la stagione non continua altrettanto bene: la squadra non riesce mai ad entrare in zona play-off, tranne che nella giornata in cui sconfigge in trasferta l'Empoli per 3-0 salendo momentaneamente al quarto posto. Anche se durante il campionato ottiene vittorie importante contro il Parma per 2-1, nel derby con il Livorno sempre per 2-1 o con l'Empoli al ritorno per 2-0, a inizio primavera Ventura è esonerato a seguito di alcuni cattivi risultati consecutivi e al suo posto è chiamato Bruno Giordano. La squadra non si riprende, anzi è in caduta libera e dopo la sconfitta interna per 1-3 contro il Piacenza, precipita al quartultimo posto a due giornate dalla fine. All'ultima giornata il Pisa perde in casa per 1-0 contro il Brescia e chiude al ventesimo posto anche in virtù dei risultati degli altri campi, tutti sfavorevoli al Pisa che retrocede direttamente in Lega Pro: si conclude così una stagione fallimentare in cui il Pisa non era mai stato in zona retrocessione ma vi è piombato, definitivamente, al 94' minuto dell'ultima giornata.
Dopo pochi giorni da questo amaro epilogo il presidente Luca Pomponi annuncia di non ritenersi in grado di affrontare il successivo campionato, mettendo a forte rischio addirittura l'iscrizione allo stesso e facendo tornare nei tifosi l'incubo del fallimento del 1994. La società Pisa Calcio SpA è posta ufficialmente in vendita, totalmente o anche per quote, con il sindaco della città disposto a fare da tramite. Entro il 30 giugno 2009 occorrerebbero per l'iscrizione al campionato 2009-2010 circa 2.750.000,00 € mentre il presidente può disporre di circa 1.100.000 €. È corsa contro il tempo e viene aperta la campagna abbonamenti (con garanzia di rimborso in caso di fallimento) per cercare in 5 giorni di introitare circa 1.000.000,00 di euro che abbinati a sperati proventi di cessione giocatori potrebbero essere risolutivi. Intanto dalle pagine del quotidiano Il Tirreno si apprende di un consiglio comunale straordinario (su richiesta dell'opposizione) nel quale viene discusso il coinvolgimento di realtà imprenditoriali locali (la Piaggio di Colaninno, per esempio) nell'operazione di salvataggio della società calcistica toscana. Il tempo passa senza novità di rilievo e le scadenze per evitare il peggio si avvicinano inesorabili.
Il 15 giugno 2009 Luca Pomponi in assenza di compratori apre ufficialmente una sottoscrizione popolare per donazioni a fondo perduto e/o abbonamenti nel tentativo di ricevere una spinta economica per poter garantire l'iscrizione della società al prossimo campionato. Il garante pisano dell'operazione Avv. Andrea Bottone assume l'impegno pubblico alla restituzione di tutti i soldi ricevuti nel malaugurato caso che il tentativo di iscrizione fallisca.
Il 9 luglio 2009 la Covisoc esclude il Pisa dal campionato di Lega Pro Prima Divisione per una carenza patrimoniale di 5 milioni e 329mila euro e in più 12,4 milioni di debito del bilancio con 3 milioni di crediti. La società ha tempo fino all'11 luglio per presentare il ricorso altrimenti la Covisoc decreterà la seconda bocciatura il 14 luglio ma l'11 luglio si conclude con un nulla di fatto. Il Pisa Calcio, a soli 15 anni dalla sua nascita (avvenuta dalle ceneri del Pisa Sporting Club nel 1994), fallisce oberata dai debiti.

Il 13 luglio 2009 il sindaco di Pisa Marco Filippeschi comunica che il comune costituirà una società transitoria per iscriversi al campionato di Serie D e poi trovare un proprietario.

## Risultati

### Serie B

#### Girone di andata
| Arbitro: | Ciampi (Roma) |

|                |           |                         |
| C. Colombo 29’ | Marcatori | 69’ Pichlmann 73’ Gessa |

| Arbitro: | Peruzzo (Schio) |

|                                                  |           |             |
| Noselli 3’ Salvetti 34’ (rig.) Feussi 81’ (aut.) | Marcatori | 23’ Alvarez |

| Arbitro: | Tozzi (Ostia Lido) |

|                     |           |  |
| G. Greco 73’ (rig.) | Marcatori |  |

| Arbitro: | Morganti (Ascoli Piceno) |

|              |           |                     |
| Diamanti 73’ | Marcatori | 80’ (rig.) Genevier |

| Arbitro: | Cavarretta (Trapani) |

|  |           |                     |
|  | Marcatori | 36’, 72’ Bjelanovic |

| Arbitro: | Celi (Campobasso) |

|               |           |         |
| Di Napoli 38’ | Marcatori | 58’ Job |

| Arbitro: | Tommasi (Bassano del Grappa) |

|                                            |           |                |
| G. Greco 34’ M. Gasparetto 81’ Alvarez 84’ | Marcatori | 3’ Della Rocca |

| Arbitro: | Gava (Conegliano) |

|             |           |               |
| Garlini 70’ | Marcatori | 55’ Buzzegoli |

| Arbitro: | Calvarese (Teramo) |

|                                         |           |              |
| G. Greco 58’ (rig.) M. Gasparetto 90+4’ | Marcatori | 76’ Beghetto |

| Arbitro: | Mazzoleni (Bergamo) |

|  |           |                                             |
|  | Marcatori | 20’ Buzzegoli 39’ Joelson 60’ M. Gasparetto |

| Arbitro: | Romeo (Verona) |

|              |           |                |
| G. Greco 54’ | Marcatori | 45+3’ Pecorari |

| Arbitro: | Ciampi (Roma) |

|                       |           |  |
| P. Barreto 69’ (rig.) | Marcatori |  |

| Arbitro: | N. Stefanini (Firenze) |

|             |           |            |
| Viviani 90’ | Marcatori | 52’ Soncin |

| Arbitro: | Ayroldi (Molfetta) |

|                       |           |                     |
| Godeas 10’ Tarana 60’ | Marcatori | 37’ (rig.) Genevier |

| Arbitro: | Tozzi (Ostia Lido) |

|  |           |                          |
|  | Marcatori | 24’, 42’, 47’ Bonvissuto |

| Arbitro: | Calvarese (Teramo) |

|                                       |           |           |
| Joelson 37’ Degano 45+1’ G. Greco 83’ | Marcatori | 38’ Diogo |

| Arbitro: | Cavarretta (Trapani) |

|                       |           |                                      |
| Nassi 69’ Surraco 84’ | Marcatori | , 19’, 49’ Joelson 30’ M. Gasparetto |

| Arbitro: | Tagliavento (Terni) |

|                         |           |                         |
| Braiati 57’ Joelson 60’ | Marcatori | 29’ (rig.) C. Lucarelli |

| Arbitro: | Tozzi (Ostia Lido) |

|            |           |  |
| Guzman 53’ | Marcatori |  |

| Arbitro: | Scoditti (Bologna) |

|              |           |                                             |
| G. Greco 68’ | Marcatori | 15’ R. Vitiello 44’ (rig.), 47’ Vantaggiato |

| Arbitro: | Dondarini (Finale Emilia) |

|                                  |           |  |
| Zoboli 25’, 34’ Nsereko 72’, 73’ | Marcatori |  |

#### Girone di ritorno
| Arbitro: | Giannoccaro (Lecce) |

|                                              |           |                     |
| Pellicori 37’ Cordova 40’ Pichlmann 85’, 88’ | Marcatori | 17’ (rig.) Genevier |

| Pisa 31 gennaio 2009, ore 16:15 23ª giornata | Pisa            | 0 – 0 | Sassuolo | Stadio Romeo Anconetani\| Arbitro: \| C. Russo (Nola) \| |
| Arbitro:                                     | C. Russo (Nola) |       |          |                                                          |

| Arbitro: | Gervasoni (Mantova) |

|                                   |           |                              |
| Longo 16’ Catellani 42’ Bruno 66’ | Marcatori | 2’, 21’ G. Greco 14’ Alvarez |

| Arbitro: | Farina (Novi Ligure) |

|                          |           |              |
| G. Greco 10’ Viviani 45’ | Marcatori | 43’ Diamanti |

| Vicenza 17 febbraio 2009, ore 20:30 26ª giornata | Vicenza                           | 0 – 0 | Pisa | Stadio Romeo Menti\| Arbitro: \| Candussio (Cervignano del Friuli) \| |
| Arbitro:                                         | Candussio (Cervignano del Friuli) |       |      |                                                                       |

| Pisa 23 febbraio 2009, ore 20:45 27ª giornata | Pisa                 | 0 – 0 | Salernitana | Stadio Romeo Anconetani\| Arbitro: \| Cavarretta (Trapani) \| |
| Arbitro:                                      | Cavarretta (Trapani) |       |             |                                                               |

| Arbitro: | Tozzi (Ostia Lido) |

|                |           |  |
| Della Rocca 3’ | Marcatori |  |

| Arbitro: | Celi (Campobasso) |

|                                   |           |  |
| G. Greco 64’ (rig.) Antenucci 84’ | Marcatori |  |

| Arbitro: | Marelli (Como) |

|  |           |                         |
|  | Marcatori | 27’ Alvarez 68’ Viviani |

| Arbitro: | Romeo (Verona) |

|                        |           |  |
| Degano 26’ Alvarez 63’ | Marcatori |  |

| Arbitro: | Peruzzo (Schio) |

|                 |           |  |
| Ciotola 7’, 60’ | Marcatori |  |

| Arbitro: | Saccani (Mantova) |

|  |           |             |
|  | Marcatori | 10’ Guberti |

| Arbitro: | Candussio (Cervignano del Friuli) |

|             |           |  |
| Sommese 19’ | Marcatori |  |

| Arbitro: | Damato (Barletta) |

|             |           |                 |
| Bonucci 34’ | Marcatori | 53’ Marchesetti |

| Arbitro: | Calvarese (Teramo) |

|                 |           |  |
| Iori 12’ (rig.) | Marcatori |  |

| Arbitro: | Tagliavento (Terni) |

|          |           |             |
| Eder 58’ | Marcatori | 16’ Viviani |

| Arbitro: | Mazzoleni (Bergamo) |

|                          |           |  |
| Trevisan 51’ Joelson 71’ | Marcatori |  |

| Arbitro: | Saccani (Mantova) |

|                           |           |  |
| C. Lucarelli 71’ León 86’ | Marcatori |  |

| Arbitro: | Brighi (Cesena) |

|              |           |                                         |
| Genevier 30’ | Marcatori | 1’ Moscardelli 77’ Riccio 86’ Calderoni |

| Arbitro: | Ciampi (Roma) |

|            |           |                       |
| Sottil 83’ | Marcatori | 90+2’ (rig.) Genevier |

| Arbitro: | Ayroldi (Molfetta) |

|  |           |                 |
|  | Marcatori | 90+4’ Zambrella |

### Coppa Italia
| Arbitro: | Cavarretta (Trapani) |

|                |           |                                |
| C. Colombo 58’ | Marcatori | 66’ P. Rossi 90+2’ D. Oliveira |